# Длиннохвостые древолазы
Длиннохвостые древолазы (лат. Deconychura) — род воробьиных птиц из семейства печниковых.
Обитают в субтропических или тропических влажных низменных лесах.

## Список видов
В состав рода включают три вида:
| Изображение | Научное название       | Русское название               | Распространение                                        |
| ----------- | ---------------------- | ------------------------------ | ------------------------------------------------------ |
|             | Deconychura typica     |                                | Коста-Рика, Панама и Колумбия                          |
|             | Deconychura longicauda | Большой длиннохвостый древолаз | Гайана и север Бразилии                                |
|             | Deconychura pallida    |                                | Боливия, Бразилия, Колумбия, Эквадор, Перу и Венесуэла |